# Акулько
Акулько (ісп. Aculco) — місто і муніципалітет у Мексиці, входить до штату Мехіко.
Муніципалітет розташований на північному заході штату. Назва походить з науатлю. Центр муніципалітету — місто Акулько-де-Еспіноса, хоча і місто, і муніципалітет зазвичай називають «Сан-Херонімо-Акулько».
Муніципалітет розташований за 110 км від Мехіко, і відомий, згідно з El Heraldo, своїми ремісниками та сирами. Населення Акулько становить більш ніж 44 823 осіб.
Мер або президент муніципалітету Акулько — Хорхе Альфредо Оснорніо.

## Історія
Акулько було засноване приблизно в 1110 році н.е. отоміями, незважаючи на те, що назва міста походить з мови науатль. Після того, як місцина тривалий час була заселена народом отомі, воно стало регіоном, де домінували мексиканці, які проживали тут за багато років до заснування Теночтітлана.
З приходом іспанців у 1540 році почалося будівництво церкви і монастиря Сан-Херонімо. 
У листопаді 1810 року в регіон прибув Мігель Ідальго зі своїм контингентом, який розпочав Війну за незалежність Мексики. Саме в Акулько повстанці на чолі з доном Мігелем Ідальго програли битву з військами Фелікса Ма. Кальєха (исп. Felix Ma. Calleja).
Протягом ХІХ століття було збудовано ратушу та першу в регіоні початкову школу. Також були побудовані громадські лазні та міський басейн.
19 лютого 1825 року місто стало муніципалітетом. 
У 1914 і 1915 роках Акулько був ареною зіткнень під проводом революціонерів карранкістів, віллістів і сапатистів.

## Географія
Муніципалітет Акулько має географічну протяжність 484,7 квадратних кілометрів (187,1 квадратних миль). Це становить 2,18% території Мехіко, частиною якого він є.
Акулько межує з Полотітланом на півночі, Керетаро на півдні та Акамбаєм і Тімільпаном на півдні. Місто знаходиться приблизно в 100 кілометрах від Толука-де-Лердо.

## Рослинний і тваринний світ
Існує різноманітність рослин і тварин помірного клімату і напівпосушливого клімату (долина Мезкіталь).
До місцевих тварин відносяться: какоміцл, скунс, суслик, опосум віргінський, кролик, вивірка мексиканська, індик, синьощокий колібрі, катарта червоноголова, північний пересмішник, гримуча змія, соснова змія, чорна фіба, пінсон рудоголовий, велика рогата сова, аксолотль, червоний мураха, бджола та інші.